# یواس‌اس ویتلی (ای‌کی‌ای-۹۱)
یواس‌اس ویتلی (ای‌کی‌ای-۹۱) (به انگلیسی: USS Whitley (AKA-91)) یک کشتی بود که طول آن ۴۵۹ فوت ۲ اینچ (۱۳۹٫۹۵ متر) بود. این کشتی در سال ۱۹۴۴ ساخته شد.